# Bavarès (pastisseria)
El bavarès (en francès bavarois) és un entremès per al qual crema bavaresa (crema derivada de la crema anglesa a la qual s'ha afegit la Crema Chantilly i gelatina) s'aboca en un motlle i es desemmotlla després que ha pres. Pot ser aromatitzat, en particular amb una mousse de fruits. Pertany a la família de les cremes.

## Orígens
El seu origen és incert: podria ser una variant del Rahmsulz bavarès que la princesa Elisabet de Baviera hauria portat durant el seu matrimoni amb el rei de França Carles VI el 1385, o un menjar blanc que aquest hauria apreciat a la cort francesa, o una recepta popularitzada per un o altre dels prínceps bavaresos que s'allotjaven a França al segle xviii.

## Variants
Marie-Antoine Carême, a Le Cuisinier parisien, descriu una preparació a base de crema de llet, sucre i colle de poisson amb el nom de "formatge bavarès" Aquest formatge bavarès conté diverses variacions (amb nous, cafè, fruits). A Le Pâtissier national parisien, la secció sobre les charlottes fa esment del formatge bavarès com una de les preparacions que poden ser abocades al motlle encamisat de bescuits.
Auguste Escoffier, en Le Guide culinaire, parla simplement de « bavarois » com un "entremets" fred. En dona dues versions, la bavaresa amb crema (la base de la qual és una crema pastissera, per tant, conté ous) i la bavaresa amb xarop (que indica que és més adequada per als bavaresos amb fruita).